# John de Lovetot
Sir John de Lovetot (* vor 1236; † vor 5. November 1294) war ein englischer Richter.

## Herkunft und Aufstieg zum königlichen Richter
John de Lovetot entstammte der Adelsfamilie Lovetot. Er war ein jüngerer Sohn von Richard de Lovetot und dessen Frau Christine. Sein Vater war ein rangniederer Kronvasall, dem ein Drittel der Herrschaft Southoe in Huntingdonshire gehörte. Sein Vater starb bereits 1235, worauf Johns Bruder älterer Roger de Lovetot († 1274) die Besitzungen erbte.

## Tätigkeit als Verwalter
Vermutlich diente Lovetot von 1258 bis 1260 oder 1261 als königlicher Vogt der heimgefallenen Honour von Peverel in Nottinghamshire. Dieses Amt übte er wohl als Vertreter seines Bruders Roger aus, der zu dieser Zeit Sheriff von Nottinghamshire und Derbyshire war. Während des Zweiten Kriegs der Barone gehörte er von 1263 bis 1264 zu den vier Adligen, die John de Deyville unterstützten, der als Vertreter der Rebellen gegen den königlichen Vertreter Robert de Neville das Amt des Sheriffs von Yorkshire beanspruchte. Obwohl Deyville, der einer der führenden Rebellen gegen den König war, sein Schwager war, spielte Lovetot im weiteren Verlauf des Kriegs der Barone offenbar keine größere Rolle mehr. Nach dem Ende des Bürgerkriegs diente Lovetot Ende der 1260er Jahre als Vertreter von Robert de Norton, des Sheriffs von Norfolk. Ab Anfang 1270, vielleicht auch schon früher, war Lovetot als Verwalter der Besitzungen des Kathedralpriorats von Norwich tätig. Vor 1273 wechselte er wohl als Verwalter in den Dienst von Robert de Vere, 5. Earl of Oxford. Vor 1269 war er zum Ritter geschlagen worden. Im Juli 1270 stand er auch im Dienst von Robert de Tibetot, für den er als Vertreter in England blieb, als dieser am Kreuzzug des Prinzen Eduard teilnahm. Womöglich kam Lovetot über Tibetot in Kontakt mit Prinz Eduard, der 1272 englischer König wurde. Im August 1274 stand Lovetot im Dienst des Königs, als er zusammen mit Geoffrey de Newbald zum Verwalter der vakanten Diözese Durham ernannt wurde. Diese Aufgabe übte er wahrscheinlich bis November 1274 aus. Im Januar 1275 wurde er zusammen mit Newbald beauftragt, Strafen gegen Verstöße gegen das Exportverbot von Wolle nach Flandern zu verhängen. Dann sandte ihn der König mit einer Botschaft zu den Richtern des Common Bench nach Westminster.

## Tätigkeit als Richter
Um Ostern 1275 wurde Lovetot selbst zum Richter am Common Bench ernannt. Als Richter war er fast nie alleine, sondern meist zusammen mit anderen Richtern tätig. 1278 widersprach der zusammen mit dem Richter William of Brompton dem Chief Justice Thomas Weyland, der in einem Streit zwischen einem Lehnsherrn und seinem Vasall über Geldzahlungen auf der Seite des Lehnsherrn stand. In einem anderen Fall zweifelte er das Urteil einer Jury an, die die Rechtmäßigkeit eines langjährigen Pachtvertrags bestritten hatte. Lovetot diente bis 1289 regelmäßig als Richter am Common Bench oder als Richter an Assize Courts. Dazu sandte ihn der König mindestens achtmal als Gesandten nach Frankreich oder Flandern, unter anderem im August 1281, um Beschuldigungen von Graf Florens V. von Holland zu überprüfen, oder im Juni 1285, als er Verhandlungen über eine Heirat der englischen Königstochter Elisabeth mit Johann, dem ältesten Sohn von Graf Florens führte. Ein anderes Mal reiste er im Dienst der Krone in die französische Grafschaft Ponthieu, die im Besitz der englischen Königen Eleonore von der Provence war. Aufgrund dieser Missionen konnte er an mehreren Gerichtsperioden gar nicht oder nur teilweise teilnehmen. Weiterhin stand er auch im Dienst von Königin Eleonore.

## Absetzung und letzte Jahre
Nach der Rückkehr des Königs von einem mehrjährigen Aufenthalt in seine südwestfranzösischen Besitzungen wurde 1289 eine Untersuchungskommission eingesetzt, die Missstände in der Justiz und Verwaltung von England während der Abwesenheit des Königs aufdecken sollte. Zu den fünf Richtern des Common Bench, die Anfang 1290 entlassen wurden, gehörte auch Lovetot. Ihm wurde wie drei anderen Richtern vorgeworfen, 1288 die Manipulation eines Urteils durch den Chief Justice Thomas Weyland nicht verhindert zu haben. Lovetot wurde im Tower of London inhaftiert, und nach seiner Freilassung zahlte er zwischen Juni 1290 und Oktober 1293 in mehreren Raten die gegen ihn verhängte Strafe von £ 1000. Nach seiner Entlassung übernahm er kein Richteramt mehr. 1293 wurde er wieder im Tower inhaftiert, vermutlich weil er bei Königin Eleonore in Ungnade gefallen war. Erneut wurde er zur Zahlung einer Strafe verurteilt, die dieses Mal 1000 Mark betrug. Er starb kurz vor dem 5. November 1294.

## Ehen, Nachkommen und Nachwirkung
Lovetot war zweimal verheiratet. Vor 1268 hatte er Margaret, eine Tochter von Robert d’Eyville und dessen Frau Denise geheiratet. Sie starb Ende der 1280er Jahre. In zweiter Ehe heiratete Lovetot 1290 oder 1291 Joan, eine Tochter von William of Standon und Witwe von Bartholomew de Briaunzon. Wahrscheinlich aus seiner ersten Ehe hatte Lovetot mindestens vier Söhne und drei Töchter. Sein Erbe wurde sein ältester, gleichnamiger Sohn John de Lovetot. Dieser beschuldigte 1301, möglicherweise auf Veranlassung von Erzbischof Winchelsey, vor dem Parlament den Bischof und Treasurer Walter Langton, ein Verhältnis mit Lovetots zweiter Frau Joan zu haben. Zusammen mit Joan soll Langton sogar Lovetots Vater ermordet haben. Joan starb August 1302, und das Verfahren gegen Langton zog sich bis 1303 hin. Der jüngere Lovetot konnte die Vorwürfe gegen Langton nicht belegen. Langton wurde schließlich vom König begnadigt, während nun Lovetot des Mordes beschuldigt wurde und im Gefängnis starb.